# Harpactira marksi
Harpactira marksi är en spindelart som beskrevs av William Frederick Purcell 1902. Harpactira marksi ingår i släktet Harpactira och familjen fågelspindlar. Inga underarter finns listade i Catalogue of Life.